# Phare de New Brighton
Le phare de New Brighton (ou phare de Perch Rock) est un phare situé à la confluence de la rivière Mersey et de la baie de Liverpool
au coin nord-est de la péninsule de Wirral, dans le comté de Merseyside en Angleterre. Il est érigé sur un affleurement rocheux nommé Perch Rock et il est désaffecté depuis 1973.
Il est maintenant protégé en tant que monument classé du Royaume-Uni de Grade II* depuis janvier 1977.

## Histoire
Le nom de ce récif rocheux vient de Perch, un trépied de bois soutenant une lanterne qui fut d'abord érigé en 1683 comme une balise pour permettre aux bateaux d'éviter ce rocher en toute sécurité. Comme le Port de Liverpool s'est développé au XIXe siècle, ce balisage a été jugé très insuffisant car il nécessitait un entretien constant et ne produisait qu'une lumière limitée. La construction de la tour actuelle par Tomkinson & Company a commencé en 1827 en utilisant des blocs de granit en provenance de l'île d'Anglesey, des blocs verrouillables en utilisant des joints en queue d'aronde et des chevilles en marbre. Il a été conçu pour utiliser plusieurs des mêmes technologies dans la construction du phare d'Eddystone par John Smeaton 70 ans plus tôt. Modélisé sur l'aspect d'un tronc d'un chêne, c'est une tour indépendante de tout bâtiment, peinte en blanc, avec une lanterne en fer rouge montée sur une galerie. Le phare mesure près de 29 m de haut. Sa lumière a été mise en service en 1830 et a été utilisée jusqu'à son déclassement en octobre 1973 après avoir été remplacée par la technologie de la navigation moderne.
Bien que l'appareil d'éclairage et la cloche de brouillard aient été enlevés, le phare est très bien conservé et conserve de nombreuses caractéristiques perdues sur d'autres phares tombés en désuétude. Il a été restauré et repeint en 2001 et une source lumineuse LED a été installée qui indique les noms des personnes perdues en mer, y compris toutes les 1 517 victimes du naufrage du paquebot Titanic en 1907. À marée basse, il est possible de marcher jusqu'à la base de la tour, mais une échelle est nécessaire pour atteindre la porte d'entrée. Le phare est détenu et maintenu par la famille Kingham et est un immeuble classé de catégorie II*.
Un plan ambitieux pour ré-allumer les lumières sur le phare emblématique de Perch Rock à New Brighton s'est mis en place pour l'attribution d'une subvention du Coastal Revival Fund. La New Brighton Coastal Community Team (NBCCT) a aussi offert plus de 6 000 £ pour son projet Brighten New Brighton, qui vise à restaurer les lumières au sommet du phare sous leur forme originale. L'éclairage sera alimenté par une installation de panneaux solaires.
Identifiant : ARLHS : ENG-084 - Amirauté : A4946 .
|                       |
| Le phare sur la plage |

|                        |
| Le phare à marée haute |

|                                            |
| Le phare au soleil couchant. Juillet 2016. |

|                                                                 |
| Le phare avec divers effet de lumière et de reflets. Aout 2020. |

### Lien connexe
- Liste des phares en Angleterre